# Bilbil żółtogardły
Bilbil żółtogardły (Pycnonotus xantholaemus) – gatunek małego, endemicznego indyjskiego ptaka z rodziny bilbili (Pycnonotidae).
Ptak ten jest endemitem południowej części Półwyspu Indyjskiego. Spotykany jest w suchych zaroślach stepowych i na skalistych stokach wzgórz. Te ostatnie stanowiska zagrożone są przez wydobywanie granitu. Bywa mylony z bilbilem białobrewym, który występuje na tych samych terenach. Odróżnia go od bilbila białobrewego żółte ubarwienie głowy, gardła oraz pokrywy podogonowej. Śpiew tego gatunku jest podobny do śpiewu bilbila białobrewego.
Nazwa w języku telugu Konda-poda-pigli została odnotowana w XIX w. przez Thomasa Caverhilla Jerdona w dziele The Birds of India wydanym w Kalkucie w 1863.
Należy do gatunków najmniejszej troski. Nie wyróżnia się podgatunków.

## Wygląd
Długość ciała około 20 cm. Osobniki tego gatunku mają oliwkowoszare ubarwienie piór głowy z żółtym gardłem i spodnimi pokrywami ogona. Nie występuje dymorfizm płciowy.

## Występowanie i siedliska
Naturalnym środowiskiem występowania bilbila żółtogardłego są skaliste, zalesione stoki Ghatów Wschodnich i centralnej części Indii oraz niektóre części Ghatów Zachodnich. Skupiska tych ptaków są bardzo nieliczne, co spowodowało objęcie ich ochroną prawną. W naturalnym środowisku ich występowania wydobywa się granit, lasy są wypalane w celu powiększenia terenów wypasu zwierząt hodowlanych. Obecnie zniknął całkowicie z wielu miejsc, w których był wcześniej spotykany.
Występowanie tego gatunku bilbila zaobserwowano w Nandi Hills, Horsley Hills, Gingee, Yercaud oraz Biligirirangan Hills. Występowanie bilbila żółtogardłego odnotowano również w Ghatach Zachodnich w Anaimalai Hills. Północną granicę występowania gatunku wyznaczają Nallamala Hills. Podejrzewa się, iż gatunek ten może stopniowo zasiedlić również Ghaty Wschodnie w stanie Orisa.

## Zachowanie i ekologia
Ptak ten zwykle ukrywa się w zaroślach. Świadectwem jego obecności są nagłe gdaknięcia, którymi przypomina spokrewnionego z nim bilbila białobrewego. Żywi się owadami i owocami różnych krzewów i drzew (m.in. lantana pospolita, Securinega leucopyrus, Toddalia asiatica, Erythroxylon monogynum, Solanum indicum, Santalum album, Ziziphus, banian, Ficus nervosa, Ficus montana, Canthium dicoccum, Phyllanthus reticulata).
W gorące popołudnia pory suchej bilbile żółtogardłe odwiedzają zbiorniki wodne, gdzie gaszą swe pragnienie i zażywają kąpieli.
Sezon lęgowy u tego gatunku trwa od czerwca do sierpnia. Biblile budują gniazda w rozwidleniach konarów niewielkich drzew. Rodzice składają dwa jaja, z których po dwudziestu dniach wylęgają się pisklęta. Młode po 13 dniach opuszczają gniazdo.

## Status
Międzynarodowa Unia Ochrony Przyrody (IUCN) od 2024 roku uznaje bilbila żółtogardłego za gatunek najmniejszej troski (LC – least concern); wcześniej klasyfikowano go jako gatunek narażony (VU – vulnerable). BirdLife International w swej ocenie statusu gatunku z 2024 roku podaje, że liczebność populacji na pewno przekracza 10 tysięcy dorosłych osobników. Lokalnie jest to ptak pospolity. Trend liczebności populacji uznaje się za spadkowy ze względu na utratę i degradację siedlisk.